# Симоновичи (Брестская область)
Симоновичи (бел. Сіманавічы) — деревня в Дрогичинском районе Брестской области Белоруссии. Входит в состав Немержанского сельсовета.

## География
Деревня находится в южной части Брестской области, при автодороге Н-663, на расстоянии приблизительно 7 километров (по прямой) к северо-северо-западу от города Дрогичина, административного центра района. Абсолютная высота — 153 метра над уровнем моря. Площадь населённого пункта — 2,8402 км².

## История
В письменных источниках начинает упоминаться начиная с XV века.
По состоянию на 1905 год, в Сымановичах проживал 1481 человек. В административном отношении деревня входила в состав Брашевичской волости Кобринского уезда Гродненской губернии.
Согласно Рижскому мирному договору (1921), деревня вошла в состав межвоенной Польши. Входила в состав гмины Брашевиче Дрогичинского повета Полесского воеводства. В 1921 году числилось 973 жителя, проживавших в 279 домах. В этническом составе населения того периода полещуки составляли 93,1 %, белорусы — 3,9 %, евреи — 2,5 % и поляки — 0,5 %. В конфессиональном составе населения преобладали православные христиане (90,3 %), иудеи (8,5 %) и католики (1,2 %).
С 1939 года в БССР, с 1940 года в составе Вульковского сельсовета.
С 20 августа 2021 года в составе Немержанского сельсовета.

## Население
По данным переписи 2019 года, в деревне проживало 135 человек.
| Год  | Население, человек |
| ---- | ------------------ |
| 1886 | 992                |
| 1905 | ↗ 1481             |
| 1921 | ↘ 973              |
| 1939 | ↗ 1409             |
| 1959 | ↘ 434              |
| 1970 | ↗ 874              |
| 1995 | ↘ 407              |
| 2005 | ↘ 315              |
| 2009 | ↘ 228              |
| 2019 | ↘ 135              |